# Agriornis montanus
Agriornis montanus е вид птица от семейство Tyrannidae. Видът е незастрашен от изчезване.

## Разпространение
Разпространен е в Аржентина, Боливия, Чили, Колумбия, Еквадор и Перу.